# Gobierno de Carlos Holguín Mallarino
El Gobierno de Carlos Holguín Mallarino se dio entre el 7 de agosto de 1888 y el 7 de agosto de 1892 en Colombia. Su gobierno fue parte de la Hegemonía Conservadora entre 1886 y 1930.

## Llegada al poder
En febrero de 1888, y gracias al apoyo de Rafael Núñez, Holguín fue nombrado por unanimidad del congreso colombiano como designado presidencial de Colombia, siendo también nombrado ministro del cuarto gobierno de Núñez. Holguín se posesionó como presidente de Colombia el 7 de agosto de 1888, a los 56 años.

## Gabinete ministerial
Fue el primer presidente de Colombia que completó su mandato de 4 años. Así mismo, Holguín ejerció a nombre propio los cargos de ministro de guerra y canciller hasta 1889 y 1891 respectivamente, en paralelo con su cargo presidencial.
| Ministerio                                      | Imagen                          | Nombre                                  | Partido | Periodo         |
| ----------------------------------------------- | ------------------------------- | --------------------------------------- | ------- | --------------- |
| Canciller (Ministerio de Relaciones Exteriores) |                                 | Antonio Roldán                          |         | 1890-1981       |
| Canciller (Ministerio de Relaciones Exteriores) |                                 | Gral. Marco Fidel Suárez                |         | 1891-1892       |
| Ministerio de Fomento                           |                                 | Leonardo Canal                          |         | 1888-1890       |
| Ministerio de Fomento                           |                                 | Marcelino Arango                        |         | 1890            |
| Ministerio de Fomento                           |                                 | Carlos Uribe                            |         | 1891            |
| Ministerio de Guerra                            |                                 | General Antonio Basilio Cuervo Urisarri |         |                 |
| Ministerio de Guerra                            | General Leonardo Canal González |                                         |         |                 |
| Ministerio de Guerra                            | General Olegario Rivera         |                                         |         |                 |
| Ministerio de Gobierno                          |                                 | José Domingo Ospina Camacho             |         | 1888-1889       |
| Ministerio de Gobierno                          |                                 | José M. González Valencia               |         | 1889-1892       |
| Ministerio de Gobierno                          |                                 | Evaristo Delgado                        |         | 1892            |
| Ministerio de Hacienda                          |                                 | Felipe Paúl                             |         |                 |
| Ministerio de Hacienda                          |                                 | Marcelino Arango                        |         | 1890; encargado |
| Ministerio de Hacienda                          |                                 | José Manuel Goenaga G                   |         | 1890-1891       |
| Ministerio de Instrucción Pública               |                                 | Jesús Casas Rojas                       |         | 1888-1889       |
| Ministerio de Instrucción Pública               |                                 | José I. Trujillo                        |         | 1889-1891       |
| Ministerio de Justicia                          |                                 | Emilio Ruíz Barreto                     |         | 1890-1981       |
| Ministerio de Justicia                          |                                 | Luis A. Mesa                            |         | 1891            |
| Ministerio del Tesoro                           |                                 | Vicente Restrepo                        |         | 1888            |
| Ministerio del Tesoro                           |                                 | Carlos Martínez Silva                   |         | 1888-1889       |

## Política interna

### Transporte
En su gobierno se construyó una parte de la carretera entre Cundinamarca y Boyacá, facilitó la navegación del Magdalena, el Cauca y del Nechí.

### Obras públicas
Se construyó además el primer hospital militar de Bogotá; de un asilo para mujeres, se estableció los primeros servicios de teléfono y amplió el alumbrado eléctrico de la capital.

### Código electoral
También creó el primer código electoral colombiano, que fue una compilación de normas relacionadas con elecciones y cargos públicos de elección popular.

## Economía
Bajo su gobierno se desarrolló la industria y aumentaron las exportaciones de Colombia. Sin embargo, en contraste, el país sufrió una inflación alta dado que se estaba emitiendo papel moneda de manera clandestina.

## Orden público

### Censura y represión
Ante los problemas de orden público que enfrentaba Colombia, Holguín decretó la limitación a la participación política de los opositores al gobierno, ordenó el cierre de la prensa contradictoria a su gobierno, y amplió el sistema carcelario. Holguín facultó al ministro de Gobierno de sacar de circulación y evitar su ingreso al país, de la prensa que el gobierno consideraba contraria al bienestar de la población y que iba contra los ideales de moralidad del estado.

### Creación de la Policía Nacional
También creó la Policía Nacional de Colombia por medio del decreto 1000 del 5 de noviembre de 1891, y trajo al país a un consultor privado francés llamado Jean Marie Marceline Gilibert Lafourgue, a quien Holguín nombró como primer director de la institución. La policía le sirvió a Holguín para traer orden al país luego de varios levantamientos sociales.

## Controversias

### El tesoro Quimbaya

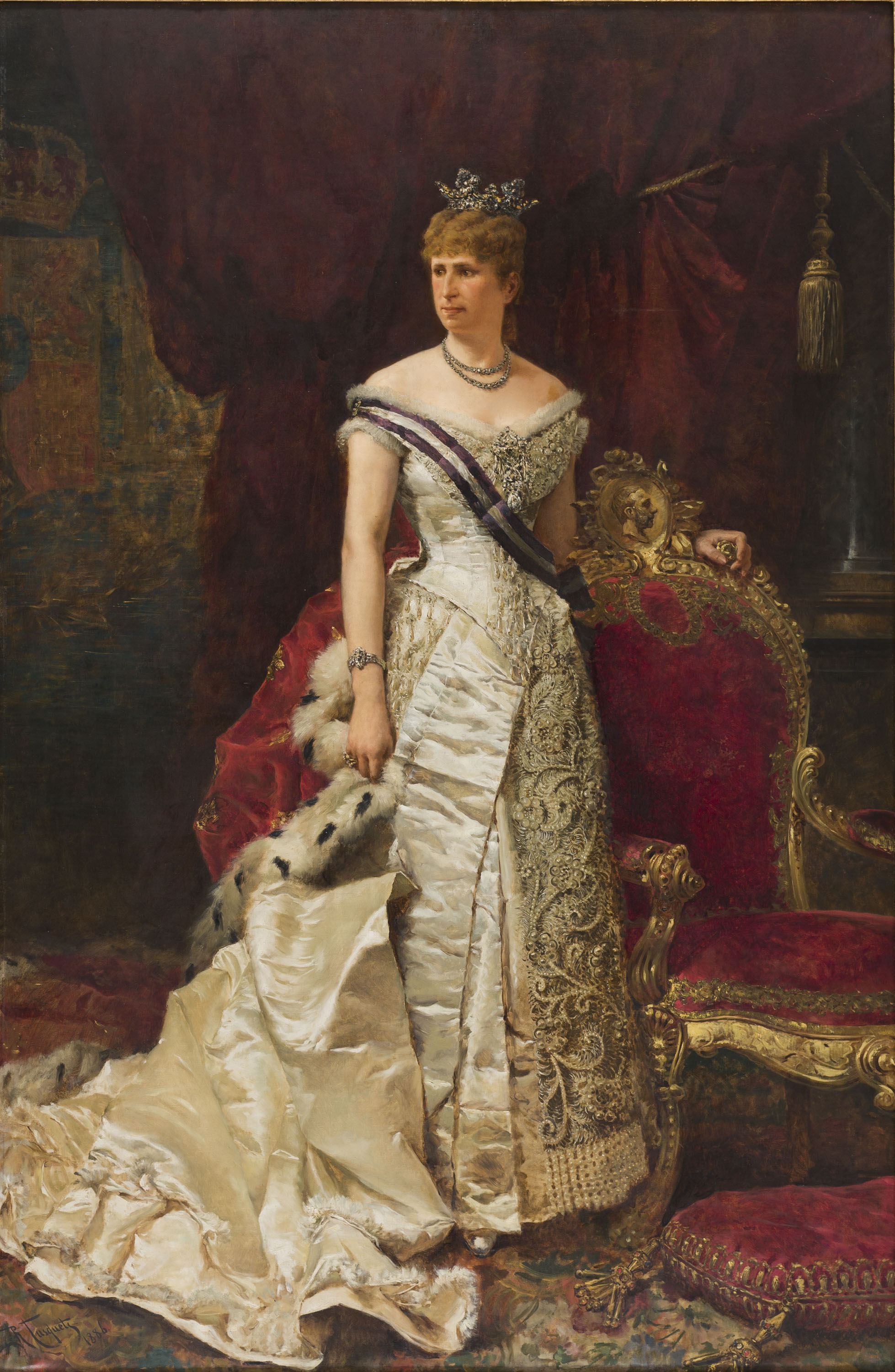
Retrato de la reina María Cristina de Habsburgo

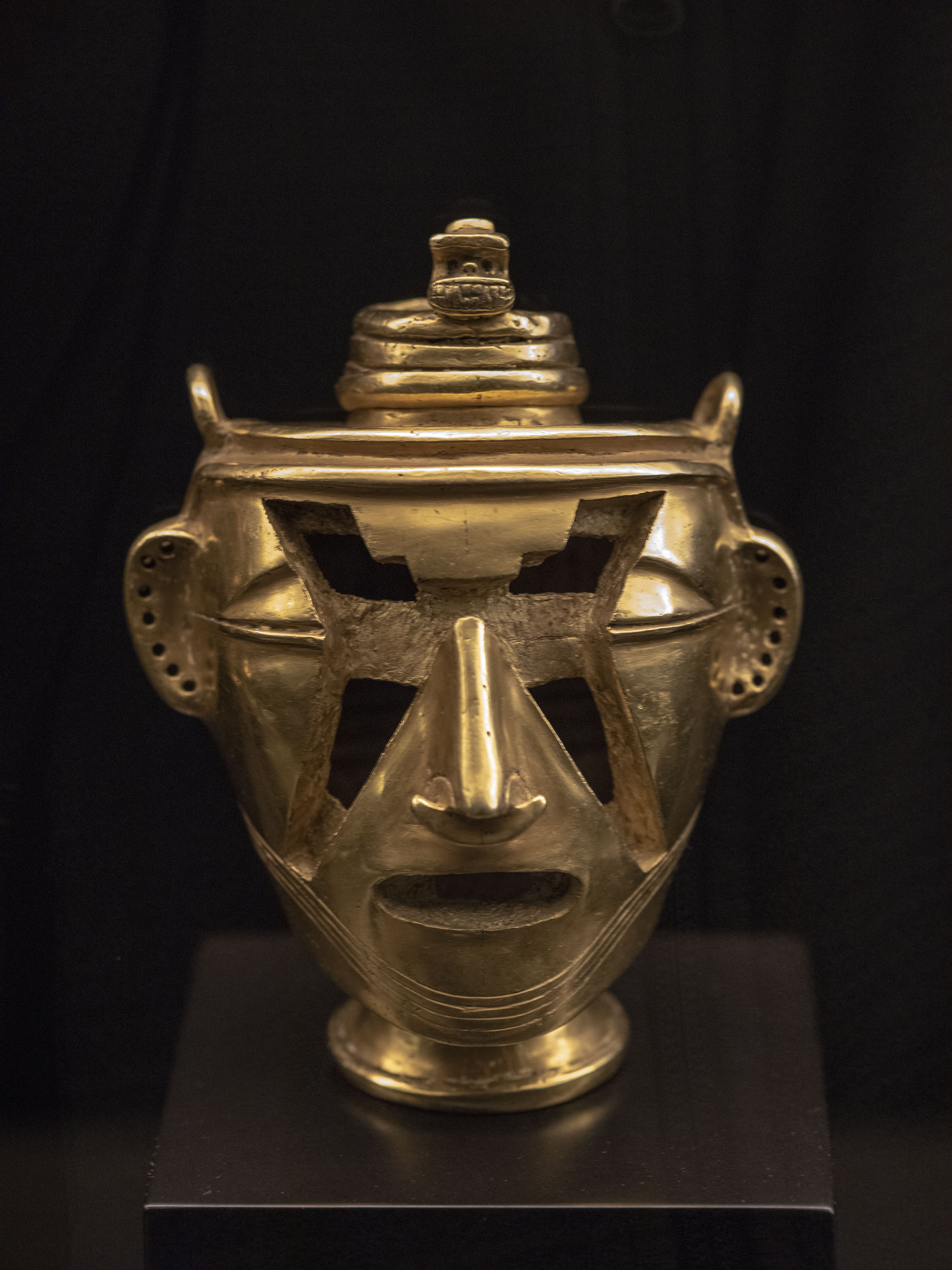
Pieza del tesoro de los Quimbayas

En 1890, el Tesoro de los Quimbayas, joya arqueológica de la Colombia prehispánica, fue hallado por un grupo de guaqueros en La Soledad, una excavación ubicada en las inmediaciones de los municipios de Quimbaya y Filandia, en el entonces departamento del Cauca. El Tesoro estaba compuesto por más de cuatrocientas piezas arqueológicas, pertenecientes al ajuar funerario de un cacique, entre las cuales se incluyen poporos, desnudos masculinos y femeninos, sillas y objetos ceremoniales y ornamentales.
Tras la dispersión del Tesoro, diseminado en diversas colecciones privadas, el gobierno nacional logró unificarlo de nuevo, en 1892 con la utilización de fondos públicos, adquiriendo una completa selección de sus mejores piezas.
Holguín tomó la decisión de dar en obsequio el tesoro sin consultar ni ser autorizado por el Congreso, que era lo previsto por la  Constitución entonces vigente. En estas condiciones, el envío del Tesoro a España ha sido considerado como una violación a la Constitución colombiana. Luego de haber sido enviado a España con el propósito de exhibirlo durante la Celebración del IV Centenario del Descubrimiento de América, el Tesoro fue entregado por el presidente Holguín en calidad de regalo a la reina regente María Cristina de Habsburgo-Lorena, esposa del rey Alfonso XII.
En un fallo proferido 19 de octubre de 2017, la Corte Constitucional de Colombia, declaró que las 124 piezas del tesoro Quimbaya fueron donadas de manera ilegal, pues el presidente Holguín no contaba con la autorización para hacerlo, el fallo ordena al Presidente de la República en cabeza del poder ejecutivo, hacer las gestiones necesarias para lograr la restitución de dicho tesoro al país. El gobierno está buscando la intermediación de la Unesco, para lograr que el gobierno español devuelva las piezas en su totalidad.

### Conflicto por la candidatura de 1892
"En los cuatro años que llevo gobernando no se ha disparado ni un tiro, no se ha derramado una sola gota de sangre y ni Se ha derramado una sola lágrima. Dejo al país en paz y no contraje más deudas"
Carlos Holguín Mallarino, 1.º de agosto de 1892

Pese a que Miguel Antonio Caro era su cuñado, Holguín entró en controversia con él por las elecciones presidencial de 1892, ya que en 1891 su hermano Jorge lanzó a Caro como fórmula vicepresidencial del expresidente Núñez. Sucedió que inicialmente la fórmula de Núñez era el veterano de guerra Marceliano Vélez, quien fue propuesto por Carlos Martínez Silva, hasta que un error político de Vélez le quitó el apoyo de los conservadores, por lo que se sugirió que Miguel Antonio Caro asumiera la fórmula.
En efecto Caro se presentó con Núñez a las elecciones de 1892, con la negativa del presidente, ya que temía que acusaran a su gobierno de fomentar el nepotismo (porque Caro era su cuñado y quien lo propuso era su hermano). Además, Holguín no consideraba que Caro fuera el más idóneo para asumir la vicepresidencia, y como lo demuestran los hechos, Holguín no se equivocó. Caro, a la postre, terminó enfrentado con Jorge, con Martínez, y con Carlos, por sus posturas extremistas.